# 野球番組の歴代視聴率一覧
野球関連の歴代視聴率
ここでは、プロ野球・アマチュア野球、その他野球中継での歴代視聴率が特に高い放送を紹介する。
※特記なき視聴率データは、すべてビデオリサーチ調べ。

## プロ野球

### 公式戦
※1977年9月26日以降ビデオリサーチ調べ
1. 1994年10月8日　中日ドラゴンズ － 読売ジャイアンツ（10.8決戦）
関東地区48.8%（フジテレビ）189分　関西地区40.3%　名古屋地区54.0%
2. 1982年9月30日　中日ドラゴンズ － 読売ジャイアンツ（天王山3連戦、西本聖の好リリーフで、巨人3タテを逃れる）
関東地区40.5%（NHK総合）165分
3. 1979年6月2日　読売ジャイアンツ － 阪神タイガース（謹慎明けの巨人の江川卓、プロ一軍初登板）
関東地区39.9%（日本テレビ）114分
4. 1982年4月27日　阪神タイガース － 読売ジャイアンツ
関東地区38.6%（NHK総合）90分
5. 1983年6月5日　読売ジャイアンツ － 広島東洋カープ
関東地区37.5%（日本テレビ）144分
6. 1982年5月5日　ヤクルトスワローズ － 読売ジャイアンツ
関東地区37.3%（テレビ朝日）144分
7. 1996年10月6日　中日ドラゴンズ － 読売ジャイアンツ
関東地区37.1%（フジテレビ）224分
8. 1984年5月21日　横浜大洋ホエールズ － 読売ジャイアンツ
関東地区36.5%（フジテレビ）54分
9. 1982年10月18日　横浜大洋ホエールズ － 中日ドラゴンズ
関東地区36.5%（フジテレビ）120分
10. 1981年6月1日　広島東洋カープ － 読売ジャイアンツ
関東地区36.0%（NHK総合）115分

※参考:1977年9月25日以前
1. 1977年8月31日　読売ジャイアンツ － 大洋ホエールズ（読売ジャイアンツの王貞治、アーロンに並ぶ755号本塁打）
関東地区42.1%（日本テレビ）
2. 1964年4月29日　大洋ホエールズ － 読売ジャイアンツ（8回表に王の2ラン、  森祇晶 の2ランで一挙逆転）
関東地区40.6%（TBS）
3. 1977年9月1日　読売ジャイアンツ － 大洋ホエールズ（王、世界新756号本塁打まであと1本＝この試合では出ず）
関東地区39.5%（日本テレビ）
4. 1963年9月15日　読売ジャイアンツ － 阪神タイガース
関東地区39.2%（日本テレビ）
5. 1977年8月30日　読売ジャイアンツ － 大洋ホエールズ（王、世界タイ755号本塁打に王手）
関東地区39.1%（日本テレビ）
6. 1977年9月2日　読売ジャイアンツ － ヤクルトスワローズ（王、世界新756号本塁打まであと1本＝翌日の同カードで達成）
関東地区38.4%（日本テレビ）
7. 1964年5月27日　 阪神タイガース－ 読売ジャイアンツ
関東地区37.4%（TBS）
8. 1977年8月28日　ヤクルトスワローズ － 読売ジャイアンツ（王、本塁打世界記録間近）
関東地区37.4%（フジテレビ）

※参考：1988年10月19日　ロッテオリオンズ － 近鉄バファローズ（10.19）関西地区46.7%（朝日放送）　関東地区30.9%（テレビ朝日）
なお関西地区の視聴率では1985年10月16日のヤクルトスワローズ － 阪神タイガース（阪神21年ぶりリーグ優勝）が、関西地区56.7%（関西テレビ）瞬間最高視聴率74.6%で最高となっている。

### 日本選手権シリーズ
1. 1978年10月22日　ヤクルトスワローズ － 阪急ブレーブス・第7戦（1978年の日本シリーズ）
(フジテレビ系列)関東地区45.6% 260分
※瞬間最高視聴率は関東地区61.5%
2. 1996年10月20日　 読売ジャイアンツ－ オリックス・ブルーウェーブ・第2戦（1996年の日本シリーズ）
(日本テレビ系列)関東地区43.3% 194分　関西地区43.5%
3. 1996年10月19日　 読売ジャイアンツ－ オリックス・ブルーウェーブ・第1戦
(日本テレビ系列)関東地区43.1% 244分
4. 1983年11月3日　読売ジャイアンツ － 西武ライオンズ・第5戦（1983年の日本シリーズ）
(日本テレビ系列)関東地区41.8% 235分
5. 1981年10月25日　日本ハムファイターズ － 読売ジャイアンツ・第6戦（1981年の日本シリーズ）
(テレビ朝日系列)関東地区41.2% 185分
6. 1983年10月30日　西武ライオンズ － 読売ジャイアンツ・第2戦（1983年の日本シリーズ）
(TBS系列)関東地区41.0% 204分
7. 1983年11月7日　西武ライオンズ － 読売ジャイアンツ・第7戦（1983年の日本シリーズ）
(TBS系列)関東地区40.2% 234分
8. 1994年10月26日　西武ライオンズ － 読売ジャイアンツ・第4戦（1994年の日本シリーズ）
(テレビ朝日系列)関東地区40.2%　230分
9. 1994年10月25日　西武ライオンズ － 読売ジャイアンツ・第3戦（1994年の日本シリーズ）
(テレビ朝日系列)関東地区40.2%　218分
10. 1994年10月27日　西武ライオンズ － 読売ジャイアンツ・第5戦（1994年の日本シリーズ）
(テレビ朝日系列)関東地区40.1%　230分

その他
1. 1985年11月2日　 西武ライオンズ－ 阪神タイガース・第6戦（1985年の日本シリーズ）
関西地区40.5%（毎日放送）
2. 2000年10月22日　読売ジャイアンツ － 福岡ダイエーホークス・第2戦（2000年の日本シリーズ）
北部九州地区51.5%（福岡放送） 関東地区32.9%　関西地区29.7%
※関東地区では第6戦の36.4%、関西地区では第1戦の32.1%が最高視聴率
3. 1999年10月23日　福岡ダイエーホークス － 中日ドラゴンズ・第1戦（1999年の日本シリーズ）
名古屋地区36.4%（中京テレビ） 北部九州地区47.6%　関東地区27.3%　関西地区 28.0%
4. 1999年10月28日　中日ドラゴンズ － 福岡ダイエーホークス・第5戦（1999年の日本シリーズ）
名古屋地区31.2%（中部日本放送） 北部九州地区47.1%（RKB毎日放送） 関東地区25.8%　関西地区 27.9%
※瞬間最高視聴率は名古屋地区53.6%　北部九州地区71.6%　関西地区44.2%
5. 2006年10月26日　北海道日本ハムファイターズ － 中日ドラゴンズ・第5戦（2006年の日本シリーズ）
関東地区25.5%（テレビ朝日） 名古屋地区31.4%（名古屋テレビ） 札幌地区52.5%（北海道テレビ）関西地区26.5%　北部九州地区24.2%
※瞬間最高視聴率は札幌地区73.5%
6. 1965年11月3日　 読売ジャイアンツ－ 南海ホークス・第3戦（1965年の日本シリーズ）
関東地区43.1%（日本テレビ）　※エーシーニールセン調べ

### オールスターゲーム
1. 1964年7月20日　第1戦
関東地区41.2%（TBS）

## アマチュア野球

### 全国高等学校野球選手権大会
1. 1978年8月20日 第60回決勝　PL学園 － 高知商（逆転のPL）12:55 - 15:25
関東地区48.0%（14:20 - 15:25の後半に限定すると平均50.8%）（これはNHKでの視聴率。これとは別にテレビ朝日でも放送されていたため実際の視聴率は更に高い。関西地区はNHKと朝日放送で放送されていた）
2. 1975年8月24日 第57回決勝　習志野高校 - 新居浜商　13:00 - 16:15
関東地区45.3%（NHKでの視聴率）
※エーシーニールセン調べでは関東地区47.0%（NHKでの視聴率）
3. 1983年8月21日 第65回決勝　PL学園 - 横浜商　13:00 - 15:20
関東地区44.4%（NHKでの視聴率）
4. 1980年8月22日 第62回決勝　横浜 - 早稲田実業　12:00 - 15:40
関東地区39.9%（NHKでの視聴率）愛甲3年（横浜）vs荒木1年（早実）
5. 1976年8月21日 第58回決勝　桜美林 - PL学園　12:55 - 16:13
関東地区39.3%、関西地区30.3%（NHKでの視聴率）
6. 2006年8月20日（日） 第88回決勝　駒大苫小牧 － 早稲田実業　（第88回全国高等学校野球選手権大会決勝）
関東地区33.7%（NHKの視聴率は13:00 - 14:07の前半が20.7%、14:09 - 16:55の後半が29.1%で1990年代以降では最高を記録、瞬間最高視聴率は37.1%。テレビ朝日の視聴率は4.6%）
関西地区31.8%（NHKの視聴率は前半が10.8%、後半が16.0%、瞬間最高視聴率が22.1%。朝日放送が15.8%、瞬間最高視聴率が21.6%）
札幌地区59.2%（NHKの視聴率は前半が34.8%、後半が43.2%、瞬間最高視聴率49.7%で3回も記録した。北海道テレビ放送の視聴率が16.0%、最高瞬間視聴率が22.6%。NHKの43.2%の数字は駒大苫小牧が優勝した2004年の31.7%、2005年の38.2%の決勝戦の数字を上回る）
7. 2006年8月21日（月） 第88回決勝（再試合）　駒大苫小牧 － 早稲田実業
関東地区29.3%（NHKの視聴率は13:00 - 14:08の前半が20.9%、14:11 - 15:45の後半が23.8%。テレビ朝日が5.5%）
関西地区29.3%（NHKの視聴率は前半が13.0%、後半が14.7%。朝日放送が14.6%） 札幌地区46.9%（NHKの視聴率は前半が33.1%、後半が30.2%。北海道テレビ放送が13.8%）
名古屋地区27.9%（NHKの視聴率は前半が20.0%、後半が22.2%。メ〜テレが5.7%） 北部九州地区26.7%（NHKの視聴率は前半が19.2%、後半が20.2%。九州朝日放送が6.5%）
試合終了時間は14:58で、以降は閉会式などを放送していた。
8. 1969年8月19日　第51回決勝（再試合）　松山商 － 三沢　12:55 - 15:40
関東地区41.5%　※エーシーニールセン調べ

### 全国高等学校野球選手権地方大会
1. 1978年7月　第60回記念和歌山大会決勝　箕島 － 吉備　
有田市域80%、吉備町域67.5%

## 野球日本代表
1. 2023年3月16日　準々決勝　日本 － イタリア（2023 ワールド・ベースボール・クラシック）
(テレビ朝日系列)関東地区48.0% 165分
2. 2023年3月10日　第1ラウンド　日本 － 韓国（2023 ワールド・ベースボール・クラシック）
(TBS系列)関東地区44.4% 223分
3. 2006年3月21日　決勝　日本 － キューバ（2006 ワールド・ベースボール・クラシック）
(日本テレビ系列)関東地区43.4% 270分　関西地区40.3% 名古屋地区35.6%　札幌地区49.2%　北部九州地区42.9%
※瞬間最高視聴率は関東地区56.0%、関西地区52.8%
4. 2023年3月12日　第1ラウンド　日本 － オーストラリア（2023 ワールド・ベースボール・クラシック）
(テレビ朝日系列)関東地区43.2% 172分
5. 2023年3月11日　第1ラウンド　日本 － チェコ（2023 ワールド・ベースボール・クラシック）
(テレビ朝日系列)関東地区43.1% 165分
6. 2023年3月21日　準決勝　日本 － メキシコ（2023 ワールド・ベースボール・クラシック）
(TBS系列)関東地区42.5% 215分
7. 2023年3月22日　決勝　日本 － アメリカ（2023 ワールド・ベースボール・クラシック）
(テレビ朝日系列)関東地区42.4% 223分
8. 2023年3月9日　第1ラウンド　日本 － 中国（2023 ワールド・ベースボール・クラシック）
(TBS系列)関東地区41.9%
9. 2009年3月20日　第2ラウンド　日本 － 韓国（2009 ワールド・ベースボール・クラシック）
(TBS系列)関東地区40.1% 229分
10. 2009年3月7日　第1ラウンド　日本 － 韓国（2009 ワールド・ベースボール・クラシック）
(テレビ朝日系列)関東地区37.8% 199分
11. 2021年8月7日　決勝　日本 － アメリカ（2020年東京オリンピックの野球競技）
(NHK)関東地区37.0% 91分
※瞬間最高視聴率は関東地区44.2%
12. 2009年3月24日　決勝　日本 － 韓国（2009 ワールド・ベースボール・クラシック）
(TBS系列)関東地区36.4%　253分 関西地区36.5%　名古屋地区34.4%　札幌地区45.0%　北部九州地区40.6%
※瞬間最高視聴率は関東地区45.6%、関西地区44.5%
13. 2006年3月19日　準決勝　日本 － 韓国（2006 ワールド・ベースボール・クラシック）
(TBS系列)関東地区36.2%　244分 関西地区35.0% 名古屋地区31.6%　北部九州地区34.7%
※瞬間最高視聴率は関東地区50.3%、関西地区47.7%
14. 2013年3月10日　2次ラウンド　日本 － オランダ（2013 ワールド・ベースボール・クラシック）
(TBS系列)関東地区34.4% 150分
15. 2009年3月9日　第1ラウンド　日本 － 韓国（2009 ワールド・ベースボール・クラシック）
(テレビ朝日系列)関東地区33.6% 200分
16. 2013年3月12日　2次ラウンド　日本 － オランダ（2013 ワールド・ベースボール・クラシック）
(TBS系列)関東地区30.4% 175分

## 書籍の出典
- 日本放送協会編『放送五十年史 資料編』日本放送出版協会、1977年
- 引田惣弥『全記録 テレビ視聴率50年戦争―そのとき一億人が感動した』講談社、2004年。ISBN 4062122227